# Les Mauvais Coups (film)
Cet article concerne un film. Pour le roman paru en 1948, voir Les Mauvais Coups.
Pour plus de détails, voir Fiche technique et Distribution.
Les Mauvais Coups est un film français réalisé par François Leterrier et sorti en 1961. C'est  une adaptation  du roman éponyme de Roger Vailland  .

## Synopsis
Roberte et Milan forment un couple fusionnel, qui s'est réfugié dans la solitude d'un domaine enfoui dans la campagne bourguignonne, après avoir vécu sous les feux de la notoriété : lui en tant que pilote de course automobile, et elle, devenue sa muse et son mentor, dévouée et admirative mais insatiable de reconnaissance, en plus d'être alcoolique. Le face-à-face est entré dans un processus de destruction réciproque. Arrive Hélène, la nouvelle institutrice du village, qui va accentuer le désordre du couple malgré elle, en se liant d'amitié avec Roberte, et en exacerbant les sentiments de Milan, entrainé dans une fuite qui doit le séparer de Roberte. La conclusion renvoie les trois personnages à eux-mêmes et débouche sur un drame.

## Fiche technique
- Titre : Les Mauvais Coups
- Réalisation : François Leterrier
- Scénario : François Leterrier et Roger Vailland, d'après son roman
- Production : Jean Thuillier
- Société de production : Les Éditions Cinégraphiques
- Distribution : Les Éditions Cinégraphiques
- Photographie : Jean Badal
- Montage : Leonide Azar
- Musique : Maurice Le Roux
- Direction artistique : Pierre Charbonnier
- Pays de production :  France
- Format : noir et blanc - son : mono
- Genre : drame
- Durée : 98 minutes (1 h 38)
- Dates de sortie :
  - France : 17 mai 1961
  - États-Unis : 14 novembre 1963 (New York)
- Affiche : Georges Kerfyser (France)

## Distribution
- Simone Signoret : Roberte
- Reginald Kernan : Milan
- Alexandra Stewart : Hélène
- Marcello Pagliero : Luigi
- Serge Rousseau : Duval
- Nicole Chollet
- José Luis de Vilallonga : Prévieux
- Dorian Leigh Parker
- Marie-Claude Poirier
- Marcelle Ranson-Hervé
- Antoine Roblot
- Serge Sauvion : le vétérinaire